# Иванова, Варвара (арфистка)
Варвара Иванова (род. 1987, Москва) — российская арфистка .

## Биография
Родилась в семье музыкантов, начала заниматься на арфе в пятилетнем возрасте, а уже в 7 лет исполнила концерт для арфы с оркестром Георга Фридриха Генделя в Большом зале Московской консерватории в сопровождении Камерного оркестра «Kremlin». Окончила Музыкальную школу академического училища при Московской консерватории (класс Маргариты Масленниковой) и Училище музыкального исполнительства имени Фридерика Шопена, ученица Эмилии Москвитиной. Завоевала несколько первых премий на международных конкурсах в младшей возрастной группе, а в 2003 г. была удостоена первой премии Международного конкурса арфистов в Израиле. На протяжении ряда лет была стипендиатом Фонда Мстислава Ростроповича.
В 2001 г. совершила первое гастрольное турне по Германии с Камерным оркестром «Kremlin». Лондонский дебют Ивановой в июне 2003 года в Вигмор-холле вызвал лестный отзыв критика Эдуарда Джонсона, назвавшего Иванову «одной из очень немногих арфисток, способных и чаровать, и вселять трепет». Далее Иванова концертировала в различных странах, принимала участие в благотворительных концертах в России.
В 2005 г. вышел первый альбом Ивановой с концертными пьесами и переложениями И. С. Баха, Сергея Прокофьева, А. Пиаццолы и др., а также Фантазией на темы оперы Чайковского «Евгений Онегин» Екатерины Вальтер-Кюне.